# 艾費克斯雙胞胎

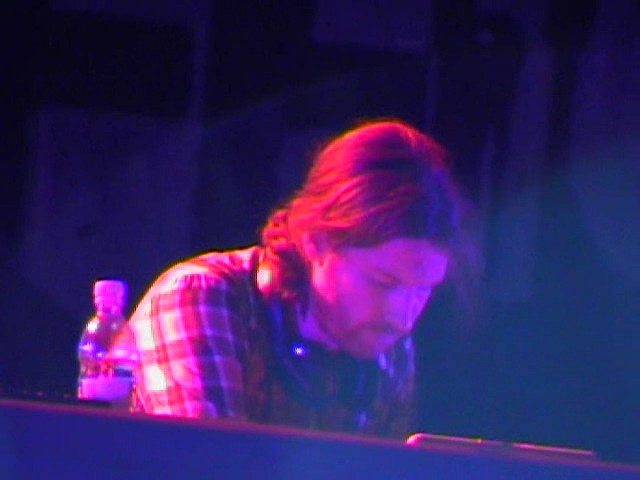
2007年，艾費克斯雙胞胎在意大利都灵的演唱会。

理查德·大卫·詹姆斯（英語：Richard David James），1971年8月18日—），以艾費克斯雙胞胎（英語：Aphex Twin）而闻名，是一名英国音乐家、作曲家和DJ。 他以其特立独行的电子风格作品而闻名，如科技舞曲、氛围音乐和丛林舞曲。《Mixmag》、《纽约时报》、《NME》、《Fact》、《Clash》和《卫报》等刊物的记者将詹姆斯称为当代电子音乐领域最具影响力和最重要的艺术家之一。詹姆斯在英国康沃尔长大，20世纪80年代末开始在当地和西南地区的自由派对和俱乐部担任DJ。他的首张EP唱片《Analogue Bubblebath》于1991年在Mighty Force Records唱片公司发行，为詹姆斯带来了早期的追随者；他开始在英国和欧洲大陆各地演出。同年，詹姆斯与他人共同创立了独立厂牌 Rephlex Records唱片公司。1992 年，他的首张专辑《精选氛围作品 85-92》由比利时厂牌 Apollo 发行，赢得了更广泛的评论和大众的赞誉。1993 年，詹姆斯签约 Warp，随后发行了《I Care Because You Do》（1995 年）和《理查德-D-詹姆斯专辑》（1996 年）等榜单专辑，以及《Come to Daddy》（1997 年）和《Windowlicker》（1999 年）等排名前 40 的单曲。后两张专辑都配有克里斯-坎宁安（Chris Cunningham）执导的音乐录影带，为詹姆斯带来了更广泛的国际关注。

## 早期生活
1971年8月18日，詹姆斯出生于爱尔兰利默里克，父母是威尔士人。他曾说过，他有一个夭折的哥哥也叫理查德，他继承了哥哥的名字。在1997年的一次采访时，詹姆斯表示，这起死亡事件发生在1968年，他的家人因父亲的采矿工作搬到加拿大时，理查德去世了；这导致他的母亲重新使用了这个名字，因为 "她不想接受孩子的死亡"。
詹姆斯在康沃尔长大，在雷德鲁斯的雷德鲁斯学校上学时，他住在兰纳。詹姆斯说他喜欢在那里长大，"与城市和世界隔绝"。在创作音乐之前，他对制造声音产生了浓厚的兴趣。小时候，他曾玩过家里钢琴的琴弦，还拆卸过磁带设备。在2001年的一次采访中，詹姆斯说，11岁时，他在一次比赛中因在一台没有声音硬件的家用电脑Sinclair ZX81上制作声音而赢得了50英镑："我摆弄了机器代码，找到了一些可以重新调整电视信号的代码，这样当你把音量调大时，它就会发出这种非常奇怪的声音。" 不过，《Fact》杂志 2017 年报道称，这个竞赛故事很可疑，很可能是基于1982年发表在《Your Computer Magazine》上的一个节目，作者（G. N. Owen）为此获得了6英镑的报酬。詹姆斯称，他在 12 岁时买了自己的第一台合成器，之后对电子产品产生了兴趣，会改装模拟合成器 "和垃圾 "来制造噪音。
詹姆斯14岁开始创作音乐，部分原因是为了躲避姐姐播放的“糟糕透了”的耶稣与玛丽乐队专辑。康沃尔郡几乎没有唱片店，但夜生活很繁荣，酸屋音乐（acid house）很受欢迎。詹姆斯声称，在听过酸性音乐和科技音乐之前，他多年来一直在制作与这两种音乐风格相似的音乐，因此他购买了所有能找到的这两种风格的唱片。十几岁时，詹姆斯开始在俱乐部和狂欢派对上担任 DJ，并在他的表演中加入自己的曲目。1988年至1990年，他就读于康沃尔学院，毕业时获得了工程学的国家文凭。据一位讲师说，他在实践课上经常戴着耳机，有一种神秘感......我想其他一些学生对他有点敬畏"。

## 1988-1991：康沃尔自由派对、Rephlex Records唱片公司和首批发行作品
20世纪80年代末，詹姆斯开始参与康沃尔自由派对，在 "海岸边的秘密小海湾和沙丘后面 "举办狂欢派对。他第一次担任DJ的派对是1988年在一个谷仓里举行的。据了解，在格温纳普坑洞（Gwennap Pit）也曾举办过派对。这些派对主要吸引当地年轻人和旅行者。这个紧密团结的社区也会在郡内城镇的小型俱乐部举办派对，包括圣艾夫斯、波茨托万和圣奥斯特尔。詹姆斯后来将这一场景称为 "他参与过的最好的场景"。
1989 年，詹姆斯开始定期在克兰托克的Bowgie夜总会担任DJ，每隔一周轮换一次。在那里，他遇到了汤姆-米德尔顿（Tom Middleton）和格兰特-威尔逊-克拉里奇（Grant Wilson-Claridge）。米德尔顿对詹姆斯的音乐印象深刻，他把詹姆斯给他的一盘磁带放给埃克塞特的一个自由派对组织者听，后者最终说服詹姆斯在他刚刚成立的唱片公司Mighty Force Records上发行唱片。威尔逊-克拉里奇同样被詹姆斯的音乐所打动，建议他们用继承来的一些钱创建一个唱片公司来发行唱片。1991 年，他和詹姆斯创立了Rephlex Record唱片公司。
詹姆斯的首张作品是12英寸 EP唱片《Analogue Bubblebath》，由 Mighty Force 唱片公司于 1991 年 9 月发行。这张 EP 进入了伦敦颇具影响力的 Kiss FM 电台的播放列表，在舞曲界引起了广泛关注。2015 年，《卫报》称这张唱片的发行是舞曲史上的关键时刻之一。这张唱片引起了 R&S 唱片公司（当时欧洲领先的狂欢唱片公司之一）负责人Renaat Vandepapeliere的注意。詹姆斯去比利时拜访了他，并带来了一盒他的音乐磁带。他们从这些磁带中挑选出了两张唱片的曲目，其中包括詹姆斯的第一张专辑《精选氛围作品85-92》。
1992 年，随着他的 12英寸唱片广为流传，詹姆斯开始在伦敦的科技音乐活动中表演，如在伦敦维多利亚 SW1 夜总会举办的 "知识俱乐部"（Knowledge），以及颇具影响力的 "迷失"（Lost）之夜。
1991 年和 1992 年，詹姆斯发行了三张Analogue Bubblebath EP、两张Caustic Window EP、作为Universal Indicator乐队成员发行的Red EP，以及R&S标签的Digeridoo和Xylem Tube EP。虽然他搬到了伦敦，在金斯顿理工学院攻读电子学课程，但他向大卫-托普承认，随着他对电子音乐事业的追求，他的电子学课程正在逐渐荒废。

## 1992-1994：《精选氛围作品》和早期的成功
第一张完整的Aphex Twin专辑《精选氛围作品85-92》由詹姆斯青少年时期的作品组成。这张专辑于1992年11月由比利时R&S唱片公司旗下的阿波罗唱片公司发行。后来，Allmusic的约翰-布什（John Bush）将这张专辑形容为氛围音乐的分水岭。2002年，大卫-佩科拉罗（David Pecoraro）为《Pitchfork》撰文，称其为 "用键盘和电脑创作出的最有趣的音乐之一"。DJ Mag 杂志的本·墨菲（Ben Murphy） 称其为 "IDM、氛围音乐和实验音乐的开创性唱片"。1992年，詹姆斯还以 Aphex Twin 的名义发行了 EP《Digeridoo》和《Xylem Tube EP》，以 Power-Pill 的名义发行了《Pac-Man EP》（一张《吃豆人》音乐混音专辑），以Caustic Window的名义发行了四张Joyrex EP中的两张（Joyrex J4 EP 和 Joyrex J5 EP），并发行了《Analogue Bubblebath 3》。《Digeridoo》在英国单曲排行榜上名列第 55 位，后来被《滚石杂志》称为鼓与贝斯的先驱。 这一年，他还以骰子人的身份出现在Warp Records的合辑《人工智能》（Artificial Intelligence）中，并演唱了歌曲《多边形之窗》（Polygon Window）；这张合辑帮助诞生了后来被称为 "智能舞曲 "的流派，并帮助Aphex Twin与Autechre和Richie Hawtin一起开创了自己的事业： 1993 年，他在Warp唱片公司发行了首批作品：《正弦波冲浪》（该唱片公司人工智能系列的第二张作品）和 EP《Quoth》（Polygon Window），同年晚些时候发行的《On》EP 进入英国排行榜前 40 名。Rephlex Records唱片公司还发行了詹姆斯化名为布拉德利-斯特里德（Bradley Strider）的 EP《布拉德利的机器人》（Bradley's Robot），以及两张 Caustic Window 唱片。
1993 年，詹姆斯参加了多次巡演。他曾多次为 Orb 乐队助阵，并参加了在英国各地举行的 "Midi Circus "巡演，与Orbital、The Orb和Drum Club同台演出。同年晚些时候，他与Orbital、Moby和Vapourspace一起参加了美国国家航空航天局（NASA）的 "See the Light "巡演，演出地点遍布全美。
1994年，Warp发行了第二张Aphex Twin专辑《精选氛围作品第二卷》，这张专辑从清醒的梦境和詹姆斯的同感体验中汲取灵感，探索出了一种更具氛围的声音。这张专辑在英国排行榜上名列第11位。1994年发行的其他作品还包括第四张专辑《Analogue Bubblebath》、《GAK》（源自发送给 Warp 的早期样带）和一张合辑《经典》（Classics）。

## 1995-2000：《我在乎，因为你在乎》（I Care Because You Do）、《理查德-D-詹姆斯专辑》和《来爸爸这里》（Come to Daddy）。
詹姆斯在1990年至1994年间创作了一系列风格各异的专辑，其中1995年的榜单专辑《我在乎，因为有你》（I Care Because You Do）的封面使用了他的脸部图像，这也成为他后来发行的专辑的主题。他委托西方古典音乐作曲家菲利普-格拉斯（Philip Glass）为《我在乎，因为你在乎》（I Care Because You Do）中的曲目《Icct Hedral》创作了管弦乐版本，并将其收录在《Donkey Rhubarb》EP 中。同年，詹姆斯以 AFX 的名义发行了他的 《Hangable Auto Bulb》EP，开创了短暂的钻孔和贝斯（drill ‘n’ bass）风格。
《理查德-D-詹姆斯专辑》是詹姆斯作为 Aphex Twin 的第四张录音室专辑，于1996年在Warp唱片公司发行。该专辑以软件合成器和非传统节奏为特色。Spin杂志的威尔-赫米斯（Will Hermes）谈论了詹姆斯对丛林元素的运用，他写道："通过将丛林主义策略运用到他自己痴迷的声音创作中--他华丽诡异的现代主义弦乐调色板、呼呼作响的摇篮玩具和激动人心的机器--他以自己的形象重塑了钻孔和贝斯（drill ‘n’ bass）风格。在 Pitchfork 评选的20世纪90年代最佳专辑名单中，埃里克-卡尔写道，《理查德-D-詹姆斯专辑》展示了 "不同电子形式的激进组合"，"各元素之间近乎残酷的对比 "确保了它的相关性。2003年，NME将其评为有史以来第55张最伟大的专辑，2009年，Pitchfork将其评为20世纪90年代第40张最伟大专辑。
第二年，詹姆斯发行了他的EP《Come to Daddy》，在排行榜上大放异彩，从而赢得了人们的关注。这张 EP 的主打歌是一首死亡金属模仿歌曲。克里斯-坎宁安（Chris Cunningham）执导的音乐录影带大获成功，但詹姆斯却对它的成功感到失望： "我的这个小想法，原本只是个玩笑，却变成了一件大事。这完全不对。紧接着，詹姆斯又推出了《Windowlicker》，这首单曲在排行榜上大放异彩，而坎宁安的另一部音乐录影带也获得了2000年全英最佳录影带奖提名。

## 2001-2009：《Drukqs》、《Analord》和《Tuss》
2001年，Aphex Twin 发行了一张实验性的双专辑《Drukqs》，这张专辑采用了受埃里克-萨蒂（Erik Satie）和约翰-凯奇（John Cage）影响的粗糙、细致的程序和计算机控制钢琴。专辑中的钢琴作品《Avril 14th》可能是詹姆斯最著名的作品。这张专辑引起了评论家的两极分化。詹姆斯告诉采访者，他不小心把存有新曲目的MP3播放器落在了飞机上，为了防止网络泄露，他匆忙发行了这张专辑。
2001年，詹姆斯还发行了一张简短的 EP《2 Remixes By AFX》，混音了808 State和 DJ Pierre的歌曲。此外，这张 EP 还收录了一首未命名的第三首歌曲，内容是一张带有高音的 SSTV 图像，可以通过相应的软件解码成可观看的图像。2002 年，詹姆斯获得全英最佳男歌手奖提名。2003 年，Warp 发行了《26 Mixes for Cash》，收录了詹姆斯为其他艺术家混音的许多作品。
2005年，詹姆斯以 AFX 的名义发行了一系列完全使用模拟设备制作的黑胶 EP《Analord》。2006年，詹姆斯又发行了一张Analord曲目的合辑《Chosen Lords》。2007 年，詹姆斯以 "Tuss"（康沃尔俚语，意为 "勃起"）的别名在Rephlex唱片公司发行了两张唱片：《Confederation Trough》和《Rushup Edge》。媒体猜测詹姆斯参与其中，但其身份直到 2014 年才得到证实。
2009年，Rephlex Records 唱片公司发行了11张Analord EP的数字版本（FLAC文件格式）。每张EP（Analord 10 除外）都有额外曲目，总计81分钟的新音乐。理查德后来解散了Rephlex Records唱片公司，并完全删除了网站。
2010年，詹姆斯说他已经完成了六张新专辑，其中包括未发行的《火星旋律》（Melodies from Mars）的新版本。2011年9月，他现场表演了向波兰作曲家克日什托夫-潘德列茨基（Krzysztof Penderecki）致敬的作品；他演唱了潘德列茨基的混音版《广岛受难者挽歌》（Threnody to the Victims of Hiroshima）和一个版本《多形体》（Polymorphia）。

## 2014 年至今：《Caustic Window》、《Syro》以及以Aphex Twin的身份回归
2014年，一张 1994 年以詹姆斯的笔名Caustic Window录制的专辑的测试版出现在Discogs上出售。这张专辑曾打算由詹姆斯的厂牌 Rephlex 出售，但后来没有发行。在征得詹姆斯和Rephlex的同意后，乐迷们在Kickstarter上发起了购买这张专辑并分发副本的活动。
2014年9月23日，Warp公司发行了《Syro》，这是自2001年《Drukqs》之后以Aphex Twin名义发行的首张专辑。该专辑的营销活动包括涂鸦、飞艇飞越伦敦上空，以及通过暗网浏览器Tor访问 .onion网址发布公告。
2014年11月，詹姆斯在音频平台 SoundCloud 上发布了一套21首曲目的 Modular Trax。这些曲目后来被删除了。2015年的几个月里，詹姆斯匿名在SoundCloud上传了230首试听曲目，其中一些可以追溯到20世纪80年代。他说，他发布这些试听曲目是为了减轻家人在他死后公开他的档案的压力。他继续偶尔在该账户上发布曲目。
2015年1月23日，詹姆斯发行了计算机控制的原声乐器PT2（Computer Controlled Acoustic Instruments pt2），该乐器由包括Disklavier在内的机械乐器创造，Disklavieer是一种计算机控制的钢琴演奏器。2016年7月8日，他发行了《猎豹》（Cheetah）EP，并配上《CIRKLON3 [Колхозная mix]》的音乐视频，这是Aphex Twin 17年来首次推出官方音乐视频。12月17日，詹姆斯在德克萨斯州休斯敦的Day for Night音乐节上演出，这是他八年来首次在美国演出。音乐节上独家发售了一张未命名的12英寸黑胶唱片，其中包含两首10分钟的曲目。2017年6月3日，詹姆斯在Field Day音乐节上演出，并发行了限量版EP《London 03.06.17》。2017年6月19日，密歇根州的一家唱片店出售了一张Aphex Twin独家唱片，包含 2015 年在SoundCloud上发布的两首曲目。7月27日，Aphex Twin 开设了一家网上商店，出售之前专辑的扩充版和新曲目。
Aphex Twin于2018年9月14日发行了一张EP《崩溃》（Collapse）。这张EP于8月5日在一份用蹩脚英语写成的混乱新闻稿中发布，视觉上与伦敦、都灵和好莱坞的Aphex Twin 3D图形一样扭曲。《崩溃》（Collapse）EP 的宣传视频原定在Adult Swim频道播出，但因未能通过哈丁测试而取消。该视频被放到了网上，"T69 崩溃 "（T69 Collapse）的视频也被上传到了YouTube上。
乐迷们发现了一个神秘网站，上面有Aphex Twin的标志，里面有“伦敦”（London）一词，于是人们开始猜测詹姆斯的回归。网站标题暗指2023年8月19日，也就是伦敦举办Field Day音乐节的同一天，预示着詹姆斯可能会在这一天演出。2023年1月24日，当Aphex Twin被宣布为音乐节的头条新闻时，他的回归得到了证实。在接下来的几周里，詹姆斯还宣布了在欧洲的其他几场演出。6月21日，詹姆斯宣布将于7月28日发行 EP《Blackbox Life Recorder 21f / in a room7 F760》。

## 唱片目录

### 以“艾費克斯雙胞胎”发行的专辑
- 精选氛围作品85-92（英语：Selected Ambient Works 85-92）（1992年）
- Selected Ambient Works Volume II（1994年）
- …I Care Because You Do（1995年）
- Richard D. James Album（1996年）
- Drukqs（2001年）
- Syro（2014年）